# Guerre anglo-micmac
Guerre anglo-micmac
Batailles
- Dartmouth (1749) (en)
- Grand Pre (en)
- Sainte-Croix (en)
- Chignectou (1750) (en)
- Dartmouth (1751) (en)
- Country Harbour (en)
- Jeddore (en)
- Chignectou (1755)

La guerre anglo-micmac, du nom des Micmacs, tribus amérindiennes alliées aux Français, eut lieu de 1749 à 1753 en Acadie, deux ans avant la déportation des Acadiens et trois ans avant la guerre de la Conquête, déclinaison nord-américaine de la guerre de Sept Ans.

## Histoire
Jacques Panaduques, chef des Micmacs de l’île Royale, l'île du Cap-Breton, est tué par les Britanniques à Boston lors de combats en mai 1744 selon une des « Lettres sur les missions micmaques » de l’abbé Pierre Maillard. Ces lettres laissent supposer que le chef amérindien Étienne Bâtard y participe aussi, en septembre 1750, lorsque les Français tentent d’empêcher l’érection du fort Lawrence, près d’Amherst et du site de Beaubassin, tout en construisant le fort Beauséjour.
L'une des lettres de l'abbé Pierre Maillard précise que les Britanniques gardent en otage le fils de Jacques Padanuques, bien que les Micmac rendent des prisonniers pour sa libération. En 1750, ce fils était toujours prisonnier, et n’entend plus parler de lui par la suite.
Les contemporains de l'abbé, Thomas Pichon, Jean-Louis de Raymond et Michel Le Courtois de Surlaville, sont unanimes à ne pas mettre en doute ses écrits mais affirment tous que la guerre anglo-micmac fut provoquée plus ou moins directement, par le gouvernement français.
Les Micmac se réunirent autour de Beauséjour et effectuent des coups de main contre les Britanniques. Jean-Baptiste Cope, chef d'un petit groupe de Micmac de la côte est de la Nouvelle-Écosse, est l'un des dirigeants du conflit du côté micmac. Il est ensuite à l'origine du traité signé en octobre 1752 avec le gouverneur britannique Peregrine Thomas Hopson, texte qui est encore la base de revendications territoriales amérindiennes au Nouveau-Brunswick. La sédentarisation des Micmac en 1763 et les tentatives de les initier à l'agriculture par Les Britanniques ont des résultats très mitigés. Environ 15 000 Micmac vivent actuellement au Canada.

## Historique
Quoique la guerre soit officiellement finie entre la Grande-Bretagne et la France, le conflit en Acadie et en Nouvelle-Écosse continue. Les Britanniques et les colons de la Nouvelle-Angleterre se battent contre les Micmac, les Acadiens et les missionnaires français et canadiens. Les Micmac et les Acadiens sont unis par leur appartenance à la religion catholique et aussi grâce aux mariages mixtes et par les cadeaux donnés par les Français aux Micmac. Malgré la Conquête de l'Acadie en 1710, les Acadiens demeurent des catholiques et ne désirent pas devenir des sujets britanniques. Les Acadiens et les Micmac sont donc fortement unis contre l'occupation britannique. 
Quoique les Acadiens fassent des échanges commerciaux avant la conquête britannique, ils ne veulent pas être dominés par eux. Les Acadiens résistent lors de l'assaut de Chignecto (1696) (en), et plus tard, durant Deuxième Guerre intercoloniale, les Micmac et les Acadiens résistent à l'assaut sur Grand-Pré, Pisiguit et Chignectou en 1704. Les Acadiens se joignent à Pierre Maisonnat pour assurer les victoires sur la flotte britannique. Les Acadiens assistent les Français durant le siège de Port-Royal (1707) et le siège de Port-Royal (1710). Les Acadiens et Micmac sont vainqueurs dans la bataille du ruisseau sanglant (1711) (en).

### Assaut de Canso
Le premier conflit militaire de la guerre se situe à Canso (Nouvelle-Écosse). En août 1749, le lieutenant Joseph Goreham et ses troupes sont attaqués par les Micmac qui prennent son navire et font vingt prisonniers qu'ils emmènent à Louisbourg. Trois Britanniques et sept Micmac sont tués. Après que Cornwallis se soit plaint au gouverneur de l'Île Royale, seize prisonniers sont relâchés,.

### Batailles de Chignecto
À l'isthme de Chignectou en août 1749, les Micmac attaquent deux navires britanniques pour empêcher les Acadiens de rejoindre l'exode acadien de Beaubassin à l'isle Saint-Jean. Sept Micmac sont tués ainsi que trois Britanniques. Le 18 septembre, plusieurs Micmac et Malécites tuent trois soldats britanniques à Chignecto. Sept amérindiens sont tués dans la mêlée.

### Assaut sur Dartmouth
Les Micmac voyaient mal la fondation d'Halifax sans leurs consentement, ce qui aurait été une violation des ententes précédentes avec les Britanniques. Le 24 septembre 1749, les Micmac déclarent la guerre aux Britanniques au prétexte de leurs plans d'établissement sans négociations formelles. Le 30 septembre 1749, quarante Micmac attaquent six hommes du major Gilman, à Dartmouth (Nouvelle-Écosse). Quatre sont tués, un fait prisonnier, alors que le dernier s'échappe,. Deux des hommes sont scalpés et la tête des autres coupée. Le Major Gilman et les autres s'échappent et donnent l'alarme aux autres. Un détachement de rangers est envoyé et coupe les têtes de deux Micmac et scalpe l'autre. Cet assaut est le premier de huit contre Dartmouth durant cette guerre.

### Assaut sur Lunenburg
Au mois de juin 1749, les Acadiens et les Micmacs de Mirligueche (aujourd'hui Lunenburg) se déclarent en paix avec les Britanniques. Quatre mois plus tard, et trois jours après qu'une somme soit ordonnée, le 5 octobre, le gouverneur Edward Cornwallis envoie le commandant White avec des troupes et une chaloupe de guerre de 20 canons, le Sphinx, à Mirligueche (Lunenburg) et fait détruire le village,.

### Siège de Grand-Pré
Deux mois plus tard, le 27 novembre 1749, trois cents Micmac, Malécites et Acadiens attaquent le Fort Vieux Logis, récemment établi par les Britanniques dans la communauté de Grand Pré. Les Amérindiens et la milice acadienne tuent les gardiens qui faisaient feu sur eux. Les Amérindiens capturent le lieutenant John Hamilton et dix-huit de ses hommes en dehors du fort. Plusieurs tentatives d'assiéger le fort sont sans succès,,,,.

## 1750-1751

### Bataille de Sainte-Croix
Au printemps suivant, le 18 mars 1750, John Gorham et ses Rangers quittent le Fort Sackville sous les ordres du gouverneur Cornwallis, et marchent sur Pisiguit. La mission de Gordon est d'établir un fortin militaire à Pisiguit, devenu le Fort Edward et de saisir la propriété des Acadiens qui avaient participé au siège de Grand-Pré (en).

### Bataille de Chignecto
En mai 1750, Lawrence ne peut s'établir à Chignecto car le père Le Loutre incendie le village de Beaubassin, empêchant Lawrence d'utiliser les approvisionnements du village pour établir un fort. Lawrence se retire et ne reviendra qu'en septembre 1750.
Le 3 septembre 1750, sept cents Rangers de la Nouvelle-Angleterre, sous le commandement de John Gorham, se rendent à l'isthme de Chignectou. Les Micmac et les Acadiens s'opposent à leur débarquement et en tuent vingt  Plusieurs Micmac étant tués, Les autres quittent et incendient leurs maisons et leurs cultures. 
Le Loutre et le chef de la milice acadienne, Joseph Brossard, résistent à l'assaut des Britanniques. Mais ceux-ci gagnent sur la résistance et construisent le Fort Lawrence non loin du village acadien incendié de Beaubassin. Le travail sur le fort avance rapidement. Pour limiter l'accès britannique à la haute Acadie, les Français fortifient Chignecto et ses approches, construisent le Fort Beauséjour et deux forts satellites : le Fort Gaspareaux et le Fort Ménagouèche.
Durant cette période, trente-cinq Micmac et Acadiens attaquent le Ranger Francis Bartelo, le tuant ainsi que six de ses hommes, et font sept captifs.

### Assauts sur Halifax
Il y a quatre assauts contre la ville d'Halifax durant la guerre. Le premier assaut a lieu en juillet 1750, lorsque les Micmac tuent six Britanniques, dont le fils de Cornwallis.  
En 1751, deux attaques ont lieu contre les fortins militaires autour d'Halifax,.

### Bataille de Baie Verte
En août 1750, il y a une bataille navale proche de Baie Verte entre le capitaine britannique Le Cras, du navire Trial et la chaloupe de guerre Le Londre de soixante-dix tonnes. Le Londre étant saisi, on découvre qu'il apporte des armes et des munitions de Québec au père Le Loutre et à ses Micmac. M. Bigot, intendant du Canada, avait donné les instructions au capitaine français de suivre les ordres du père Le Loutre ou La Corne, ses papiers sont trouvés à bord du Londre, et le tout est envoyé à Halifax.

### Bataille de Port La Tour (1750)
Au milieu de septembre 1750, l'officier français Louis Du Pont Duchambon de Vergor (qui sera le commandant du Fort Beauséjour) est envoyé à bord du brigantine Saint-François pour se joindre à la chaloupe de guerre l'Aimable Jeanne, qui transporte des munitions et des approvisionnements de Québec à la rivière Saint-Jean pour Boishebert à Fort Boishébert. Le 16 octobre, à dix lieues à l'ouest de Cap de Sable, aujourd'hui Port La Tour, le capitaine britannique John Rous, à bord du HMS Albany, prend possession des navires français,,.

## Bataille de Fort Beauséjour

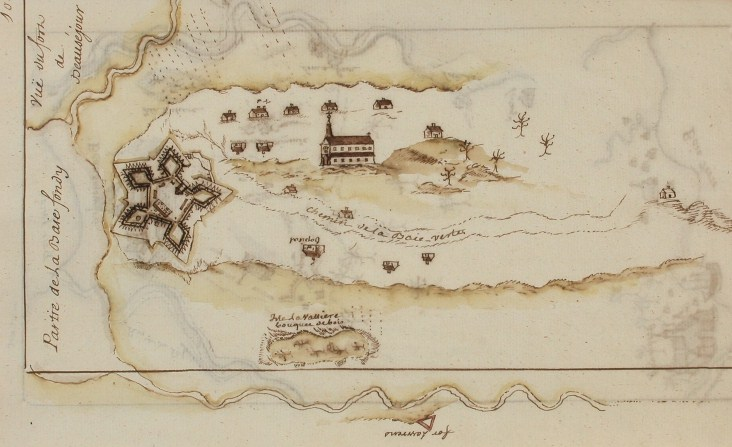
Fort Beauséjour et la cathédrale (vers 1755)

En 1749, les Britanniques commencent à établir des colons protestants en Nouvelle-Écosse en fondant Halifax.  En réplique, la base d'opération de Le Loutre est déménagée de Shubénacadie, à Pointe-à-Beauséjour, désormais proche de Sackville (Nouveau-Brunswick).  
Lorsque Le Loutre arrive à Beauséjour, il y a une dispute entre la France et la Grande-Bretagne concernant la propriété de l'actuel Nouveau-Brunswick. En 1750, les Britanniques construisent le Fort Edward (Nouvelle-Écosse) à Pisiguit, et le fort Lawrence à Beaubassin, le long de la frontière de la Nouvelle-Écosse, pour contrer la construction de plusieurs forts par les Français au Nouveau-Brunswick. Les Britanniques s'intéressent aussi à construire des forts dans plusieurs communautés acadiennes pour contrôler les populations locales. 
Le Loutre mène la résistance à la construction de forts britanniques dans les villages acadiens. Le Loutre et les Français sont établis à Beauséjour, en face de Beaubassin. Lawrence tente de prendre le contrôle de Beauséjour et de Beaubassin au début de 1750 mais est repoussé par Le Loutre, les Acadiens et les Micmac. Pour empêcher Lawrence de construire le fort Lawrence à Beaubassin et déménager les Acadiens au Nouveau-Brunswick, Le Loutre fait brûler Beaubassin pour find militaires. En même temps, l'officier français Boishébert fait brûler le fort Ménagoueche sur la rivière Saint-Jean pour l'empêcher de tomber aux mains des Britanniques et pour permettre aux Acadiens de fuir vers la forêt.
De plus, les Britanniques brûlent les résidences de leurs officiers au siège de Port Royal en 1744 pour pouvoir vaincre les Français, les Acadiens et les Micmac. Après avoir quitté Beaubassin vaincu, Lawrence arrive à Pisiguit et commence la construction du fort Edward en forçant les Acadiens à détruire leur église et à la remplacer par un fort britannique. Lawrence revient par la suite dans les environs de Beaubassin, pour y construire le fort Lawrence.
À Pisiguit, il y a peu de résistance à la construction du fort Edward, mais à Beaubassin, Charles Lawrence fait face à une résistance à la construction du fort Lawrence.  Après avoir incendié le village, lorsque Lawrence revient, les Acadiens et les Micmac sont enfermés dans ce qui reste de leur village de Beaubassin, qu'ils sont prêts à défendre. Le Loutre rejoint le chef de la milice acadienne, Joseph Brossard. Ils sont accablés par les forces de la milice de la Nouvelle-Angleterre, et les Britanniques parviennent à finir la construction du fort Lawrence à Beaubassin.
Au printemps de 1751, en réplique à la construction du fort Lawrence, les Français construisent le Fort Beauséjour. Comme de nombreux Acadiens de Cobéquid, les Acadiens de Beaubassin, qui pensaient mieux vivre du côté français et songeaient à quitter leurs demeures, supportent la décision de Le Loutre. Il est fort probable, cependant, que des Acadiens préféraient prendre le risque de vivre sous l'occupation des protestants britanniques afin de pouvoir garder leurs maisons.
Le Loutre conserve la cloche de l'église Notre-Dame de l'Assomption de Beaubassin et la place dans la cathédrale construite à côté du Fort Beauséjour (1753–1755). En 1752, Le Loutre propose un plan à la cour française, qui consiste à détruire le fort Lawrence et à ramener les Acadiens et les Micmac à Beaubassin.